# Aeshna interrupta
Aeshna interrupta là loài chuồn chuồn trong họ Aeshnidae. Loài này được Walker mô tả khoa học đầu tiên năm 1908.